# Генрі Селік
Генрі Селік (англ. Henry Selick; нар. 30 листопада 1952, Глен Рідж, Нью-Джерсі, США) — американський кінорежисер, мультиплікатор. Відомий в першу чергу своєю (сумісною з Тімом Бертоном) роботою над ляльковими анімаційними стрічками «Жах перед Різдвом» і «Джеймс та гігантський персик».

## Фільмографія

### Режисер
- 1981 — Витік / Seepage (анімаційний, короткометражний)
- 1991 — Кволий Боб та Дрібні Розміри / Slow Bob in the Lower Dimensions (анімаційний, короткометражний для телебачення)
- 1993 — Жах перед Різдвом / The Nightmare Before Christmas (анімаційний)
- 1996 — Джеймс та гігантський персик / James and the Giant Peach (анімаційний з елементами ігрового фільму)
- 2001 — Мавпяча кістка / Monkeybone
- 2005 — Місячна дівчинка / Moongirl (анімаційний, короткометражний)
- 2009 — Кораліна у Світі Кошмарів / Coraline (анімаційний)
- 2022 — Венделл і Вайлд / Wendell & Wild (анімаційний)

### В іншій ролі
- 1980 — Спостерігач у лісі / The Watcher in the Woods — дизайн інопланетян
- 1981 — Витік / Seepage — автор сценарію
- 1983 — Якось два / Twice Upon a Time — режисер анімаційних фрагментів
- 1985 — Повернення в країну Оз / Return to Oz — сторіборди
- 1991 — Кволий Боб та Дрібні Розміри / Slow Bob in the Lower Dimensions — продюсер, автор сценарію, дизайн персонажів
- 1996 — Джеймс та гігантський персик / James and the Giant Peach — співпродюсер
- 2001 — Мавпяча кістка / Monkeybone — виконавчий продюсер, модель для анімації
- 2004 — Водне життя зі Стівом Зіссу / The Life Aquatic with Steve Zissou — візуальні ефекти підводного світу
- 2009 — Кораліна у Світі Кошмарів / Coraline — виконавчий продюсер, сценарист

## Факти
- У дитинстві працював під керівництвом відомого американського ілюстратора Стенлі Мельтцоффа в журналах Life і National Geographic.
- Познайомився з режисером Тімом Бертоном у той час, коли обидва проходили стажування на студії Волта Діснея.